# Prema Powerteam
 (avril 2023).
Si vous disposez d'ouvrages ou d'articles de référence ou si vous connaissez des sites web de qualité traitant du thème abordé ici, merci de compléter l'article en donnant les références utiles à sa vérifiabilité et en les liant à la section « Notes et références ».
Prema Powerteam (Prema Racing en Formule 2 et Formule 3 FIA) est une écurie italienne de sport automobile fondée en 1984 par Giorgio Piccolo et Angelo Rosin.
Elle a été engagée en Formule Renault puis s'est recentrée sur la Formule 3 en engageant de jeunes pilotes qui deviendront des champions de la discipline tels que Roberto Merhi, Daniel Juncadella, Raffaele Marciello, Esteban Ocon, Lance Stroll, Pierre Gasly, Charles Leclerc, ou encore Mick Schumacher.

## Résultats en Indy Car
| Saison | Écurie       | Châssis | Moteur     | Pilotes                        | Courses disputées | Victoires | Pole positions | Podiums | Records du tour | Points inscrits | Classement |
| ------ | ------------ | ------- | ---------- | ------------------------------ | ----------------- | --------- | -------------- | ------- | --------------- | --------------- | ---------- |
| 2025   | Prema Racing | Dallara | Mecachrome | Robert Shwartzman Callum Ilott |                   |           |                |         |                 |                 |            |

## Résultats en Formule 2
| Saison     | Écurie                 | Châssis | Moteur     | Pilotes                              | Courses disputées | Victoires | Pole positions | Podiums | Records du tour | Points inscrits | Classement |
| ---------- | ---------------------- | ------- | ---------- | ------------------------------------ | ----------------- | --------- | -------------- | ------- | --------------- | --------------- | ---------- |
| 2016 (GP2) | Prema Racing           | Dallara | Mecachrome | Pierre Gasly Antonio Giovinazzi      | 22                | 9         | 7              | 17      | 7               | 430             | Champion   |
| 2017       | Prema Racing           | Dallara | Mecachrome | Charles Leclerc Antonio Fuoco        | 22                | 8         | 8              | 15      | 4               | 380             | 2e         |
| 2018       | Pertamina PREMA Racing | Dallara | Mecachrome | Sean Gelael Nyck de Vries            | 24                | 3         | 2              | 7       | 6               | 231             | 5e         |
| 2019       | Prema Racing           | Dallara | Mecachrome | Mick Schumacher Sean Gelael          | 22                | 1         | 0              | 1       | 1               | 68              | 9e         |
| 2020       | Prema Racing           | Dallara | Mecachrome | Mick Schumacher Robert Shwartzman    | 24                | 6         | 0              | 16      | 3               | 392             | Champion   |
| 2021       | Prema Racing           | Dallara | Mecachrome | Robert Shwartzman Oscar Piastri      | 23                | 6         | 5              | 19      | 8               | 444,5           | Champion   |
| 2022       | Prema Racing           | Dallara | Mecachrome | Dennis Hauger Jehan Daruvala         | 28                | 3         | 0              | 12      | 5               | 241             | 4e         |
| 2023       | Prema Racing           | Dallara | Mecachrome | Frederik Vesti Oliver Bearman        | 26                | 10        | 4              | 16      | 3               | 322             | 2e         |
| 2024       | Prema Racing           | Dallara | Mecachrome | Oliver Bearman Andrea Kimi Antonelli | 28                | 5         | 0              | 7       | 4               | 194             | 5e         |
| 2025       | Prema Racing           | Dallara | Mecachrome | Sebastián Montoya Gabriele Minì      |                   |           |                |         |                 |                 | e          |

## Résultats en Formule 3

### Formule 3 FIA
| Saison | Écurie       | Châssis | Moteur     | Pilotes                                           | Courses disputées | Victoires | Pole positions | Podiums | Records du tour | Points inscrits | Classement |
| ------ | ------------ | ------- | ---------- | ------------------------------------------------- | ----------------- | --------- | -------------- | ------- | --------------- | --------------- | ---------- |
| 2019   | Prema Racing | Dallara | Mecachrome | Marcus Armstrong Jehan Daruvala Robert Shwartzman | 16                | 8         | 5              | 24      | 8               | 527             | Champion   |
| 2020   | Prema Racing | Dallara | Mecachrome | Oscar Piastri Frederik Vesti Logan Sargeant       | 18                | 7         | 4              | 16      | 7               | 470,5           | Champion   |
| 2021   | Prema Racing | Dallara | Mecachrome | Arthur Leclerc Dennis Hauger Olli Caldwell        | 20                | 6         | 4              | 16      | 7               | 377             | 2e         |
| 2022   | Prema Racing | Dallara | Mecachrome | Arthur Leclerc Jak Crawford Oliver Bearman        | 18                | 3         | 0              | 15      | 4               | 355             | Champion   |
| 2023   | Prema Racing | Dallara | Mecachrome | Paul Aron Dino Beganovic Zak O’Sullivan           | 18                | 5         | 1              | 13      | 5               | 327             | Champion   |
| 2024   | Prema Racing | Dallara | Mecachrome | Dino Beganovic Gabriele Minì Arvid Lindblad       | 20                | 7         | 2              | 14      | 5               | 352             | Champion   |
| 2025   | Prema Racing | Dallara | Mecachrome | Brando Badoer Noel León Ugo Ugochukwu             |                   |           |                |         |                 |                 |            |

### Formule 3 Européenne
| Saison | Écurie          | Châssis | Moteur   | Pilotes                                                                                   | Courses disputées | Victoires | Pole positions | Podiums | Records du tour | Points inscrits | Classement |
| ------ | --------------- | ------- | -------- | ----------------------------------------------------------------------------------------- | ----------------- | --------- | -------------- | ------- | --------------- | --------------- | ---------- |
| 2012   | Prema Powerteam | Dallara | Mercedes | Daniel Juncadella Raffaele Marciello Sven Müller Michael Lewis                            | 20                | 12        | 13             | 25      | 15              | 690,5           | Champion   |
| 2013   | Prema Powerteam | Dallara | Mercedes | Raffaele Marciello Alex Lynn Lucas Auer Eddie Cheever III                                 | 30                | 17        | 17             | 46      | 14              | 810             | Champion   |
| 2014   | Prema Powerteam | Dallara | Mercedes | Esteban Ocon Nicholas Latifi Antonio Fuoco Dennis van de Laar                             | 33                | 11        | 15             | 32      | 9               | 740             | Champion   |
| 2015   | Prema Powerteam | Dallara | Mercedes | Felix Rosenqvist Jake Dennis Lance Stroll Maximilian Günther Brandon Maïsano Nick Cassidy | 33                | 20        | 21             | 50      | 18              | 912             | Champion   |
| 2016   | Prema Powerteam | Dallara | Mercedes | Lance Stroll Maximilian Günther Ralf Aron Nick Cassidy                                    | 30                | 17        | 20             | 43      | 16              | 780             | Champion   |
| 2017   | Prema Powerteam | Dallara | Mercedes | Maximilian Günther Callum Ilott Zhou Guanyu Mick Schumacher                               | 30                | 11        | 13             | 33      | 11              | 829             | Champion   |
| 2018   | Prema Powerteam | Dallara | Mercedes | Mick Schumacher Robert Shwartzman Marcus Armstrong Ralf Aron Zhou Guanyu                  | 30                | 16        | 17             | 48      | 10              | 1003,5          | Champion   |

## Résultats en Formule Régionale Europe
| Saison | Écurie          | Châssis | Moteur     | Pilotes                                                                     | Courses disputées | Victoires | Pole positions | Podiums | Records du tour | Points inscrits | Classement |
| ------ | --------------- | ------- | ---------- | --------------------------------------------------------------------------- | ----------------- | --------- | -------------- | ------- | --------------- | --------------- | ---------- |
| 2019   | Prema Powerteam | Tatuus  | Alfa Romeo | Frederik Vesti Enzo Fittipaldi Olli Caldwell                                | 23                | 16        | 13             | 40      | 14              | 870             | Champion   |
| 2020   | Prema Powerteam | Tatuus  | Alfa Romeo | Oliver Rasmussen Gianluca Petecof Arthur Leclerc                            | 23                | 16        | 18             | 42      | 12              | 842             | Champion   |
| 2021   | Prema Powerteam | Tatuus  | Alpine     | Paul Aron David Vidales Dino Beganovic                                      | 20                | 3         | 4              | 11      | 4               | 346             | 3e         |
| 2022   | Prema Powerteam | Tatuus  | Alpine     | Paul Aron Sebastián Montoya Dino Beganovic Hamda Al Qubaisi Amna Al Qubaisi | 20                | 10        | 11             | 20      | 6               | 546             | Champion   |
| 2023   | Prema Powerteam | Tatuus  | Alpine     | Lorenzo Fluxá Rafael Câmara Andrea Kimi Antonelli                           | 20                | 7         | 7              | 19      | 6               | 512             | Champion   |
| 2024   | Prema Powerteam | Tatuus  | Alpine     | Ugo Ugochukwu Rafael Câmara James Wharton                                   | 20                | 12        | 16             | 23      | 9               | 575             | Champion   |
| 2025   | Prema Powerteam | Tatuus  | Alpine     | Rashid Al Dhaheri Freddie Slater Jack Beeton Doriane Pin                    |                   |           |                |         |                 |                 |            |

## Résultats en F1 Academy
| Saison | Écurie       | Châssis | Moteur | Pilotes                                    | Courses disputées | Victoires | Pole positions | Podiums | Records du tour | Points inscrits | Classement |
| ------ | ------------ | ------- | ------ | ------------------------------------------ | ----------------- | --------- | -------------- | ------- | --------------- | --------------- | ---------- |
| 2023   | Prema Racing | Tatuus  | Abarth | Chloe Chong Marta García Bianca Bustamante | 21                | 9         | 5              | 16      | 7               | 419             | Champion   |
| 2024   | Prema Racing | Tatuus  | Abarth | Tina Hausmann Doriane Pin Maya Weug        | 14                | 4         | 5              | 12      | 5               | 425             | Champion   |
| 2025   | Prema Racing | Tatuus  | Abarth | Doriane Pin Tina Hausmann Nina Gademan     |                   |           |                |         |                 |                 |            |

## Résultats aux24 Heures du Mans
| Année | Classe   | Pilotes                                          | no | Voiture          | Pneus | Tours | Pos.    | Class Pos. |
| ----- | -------- | ------------------------------------------------ | -- | ---------------- | ----- | ----- | ------- | ---------- |
| 2022  | LMP2     | Lorenzo Colombo Louis Delétraz Robert Kubica     | 9  | Oreca 07         | G     | 369   | 6e      | 2e         |
| 2023  | LMP2     | Filip Ugran Bent Viscaal Juan Manuel Correa      | 9  | Oreca 07         | G     | 310   | 34e     | 16e        |
| 2023  | LMP2     | Mirko Bortolotti Daniil Kvyat Doriane Pin        | 63 | Oreca 07         | G     | 113   | Abandon | Abandon    |
| 2024  | Hypercar | Romain Grosjean Andrea Caldarelli Matteo Cairoli | 19 | Lamborghini SC63 | M     | 309   | 13e     | 13e        |
| 2024  | Hypercar | Mirko Bortolotti Daniil Kvyat Edoardo Mortara    | 63 | Lamborghini SC63 | M     | 309   | 10e     | 10e        |

## Résultats enChampionnat du monde d'endurance
| Année | Classe   | Pilotes                                                         | no | Voiture          | Pneus | 1     | 2     | 3      | 4        | 5     | 6      | 7     | Total | Pos. |
| ----- | -------- | --------------------------------------------------------------- | -- | ---------------- | ----- | ----- | ----- | ------ | -------- | ----- | ------ | ----- | ----- | ---- |
| 2022  | LMP2     | Lorenzo Colombo Louis Delétraz Robert Kubica                    | 9  | Oreca 07         | G     | SEB 4 | SPA 7 | LMS 2  | MON 6    | FUJ 6 | BHN 4  |       | 94    | 5e   |
| 2023  | LMP2     | Filip Ugran Bent Viscaal Andrea Caldarelli Juan Manuel Correa   | 9  | Oreca 07         | G     | SEB 7 | POR 5 | SPA 4  | LMS 10   | MON 9 | FUJ 8  | BHN 4 | 57    | 9e   |
| 2023  | LMP2     | Mirko Bortolotti Daniil Kvyat Doriane Pin Mathias Beche         | 63 | Oreca 07         | G     | SEB 2 | POR 4 | SPA 10 | LMS Abd. | MON 7 | FUJ 10 | BHN 5 | 63    | 8e   |
| 2024  | Hypercar | Daniil Kvyat Mirko Bortolotti Andrea Caldarelli Edoardo Mortara | 63 | Lamborghini SC63 | M     | 13    | 12    | DNF    | 10       |       |        |       | 11    | 8e   |

## Résultats enEuropean Le Mans Series
| Année | Classe | Pilotes                                                              | no | Voiture  | Pneus | 1     | 2     | 3     | 4     | 5     | 6     | Total | Pos.     |
| ----- | ------ | -------------------------------------------------------------------- | -- | -------- | ----- | ----- | ----- | ----- | ----- | ----- | ----- | ----- | -------- |
| 2022  | LMP2   | Lorenzo Colombo Juan Manuel Correa Louis Delétraz Ferdinand Habsburg | 9  | Oreca 07 | G     | LEC 1 | IMO 1 | MON 5 | BAR 1 | SPA 3 | POR 1 | 125   | Champion |

## Résultats en Formule 4

### Formule 4 italienne
| Championnat d'Italie de Formule 4 | Championnat d'Italie de Formule 4 | Championnat d'Italie de Formule 4 | Championnat d'Italie de Formule 4 | Championnat d'Italie de Formule 4 | Championnat d'Italie de Formule 4 | Championnat d'Italie de Formule 4 | Championnat d'Italie de Formule 4 | Championnat d'Italie de Formule 4 | Championnat d'Italie de Formule 4 |
| Saison                            | Voiture                           | Pilotes                           | Course                            | Victoires                         | Poles                             | M/Tour                            | Points                            | C.P.                              | C.C                               |
| --------------------------------- | --------------------------------- | --------------------------------- | --------------------------------- | --------------------------------- | --------------------------------- | --------------------------------- | --------------------------------- | --------------------------------- | --------------------------------- |
| 2014                              | Tatuus F4-T014                    | Lance Stroll                      | 18                                | 7                                 | 5                                 | 11                                | 331                               | 1er                               | 1er                               |
| 2014                              | Tatuus F4-T014                    | Takashi Kasai                     | 16                                | 0                                 | 0                                 | 0                                 | 83                                | 8th                               | 1er                               |
| 2014                              | Tatuus F4-T014                    | Brandon Maïsano                   | 21                                | 6                                 | 8                                 | 0                                 | 406                               | 1er                               | 1er                               |
| 2015                              | Tatuus F4-T014                    | Ralf Aron                         | 21                                | 9                                 | 7                                 | 6                                 | 331                               | 1er                               | 1er                               |
| 2015                              | Tatuus F4-T014                    | Guanyu Zhou                       | 21                                | 3                                 | 2                                 | 0                                 | 223                               | 2e                                | 1er                               |
| 2015                              | Tatuus F4-T014                    | Giuliano Raucci                   | 21                                | 0                                 | 0                                 | 1                                 | 45                                | 13th                              | 1er                               |
| 2015                              | Tatuus F4-T014                    | Tim Zimmermann                    | 3                                 | 0                                 | 0                                 | 0                                 | 2                                 | 26th                              | 1er                               |
| 2016                              | Tatuus F4-T014                    | Mick Schumacher                   | 19                                | 5                                 | 4                                 | 5                                 | 216                               | 2e                                | 1er                               |
| 2016                              | Tatuus F4-T014                    | Jüri Vips                         | 19                                | 1                                 | 2                                 | 3                                 | 140                               | 5th                               | 1er                               |
| 2016                              | Tatuus F4-T014                    | Juan Manuel Correa                | 19                                | 3                                 | 2                                 | 1                                 | 105.5                             | 6th                               | 1er                               |
| 2017                              | Tatuus F4-T014                    | Marcus Armstrong                  | 21                                | 3                                 | 5                                 | 0                                 | 283                               | 1er                               | 2e                                |
| 2017                              | Tatuus F4-T014                    | Enzo Fittipaldi                   | 21                                | 0                                 | 0                                 | 0                                 | 89                                | 9th                               | 2e                                |
| 2017                              | Tatuus F4-T014                    | Jüri Vips                         | 9                                 | 1                                 | 2                                 | 1                                 | 114                               | NC                                | 2e                                |
| 2017                              | Tatuus F4-T014                    | Juan Manuel Correa                | 6                                 | 0                                 | 0                                 | 0                                 | 10                                | NC                                | 2e                                |
| 2017                              | Tatuus F4-T014                    | Lukas Dunner                      | 3                                 | 0                                 | 0                                 | 0                                 | 2                                 | NC                                | 2e                                |
| 2018                              | Tatuus F4-T014                    | Enzo Fittipaldi                   | 21                                | 7                                 | 9                                 | 5                                 | 303                               | 1er                               | 1er                               |
| 2018                              | Tatuus F4-T014                    | Olli Caldwell                     | 21                                | 4                                 | 4                                 | 2                                 | 262                               | 3e                                | 1er                               |
| 2018                              | Tatuus F4-T014                    | Gianluca Petecof                  | 18                                | 1                                 | 0                                 | 1                                 | 186                               | 4th                               | 1er                               |
| 2018                              | Tatuus F4-T014                    | Jack Doohan                       | 6                                 | 0                                 | 0                                 | 0                                 | 9                                 | 20th                              | 1er                               |
| 2018                              | Tatuus F4-T014                    | Amna Al Qubaisi                   | 18                                | 0                                 | 0                                 | 0                                 | 0                                 | 34th                              | 1er                               |
| 2019                              | Tatuus F4-T014                    | Gianluca Petecof                  | 21                                | 4                                 | 2                                 | 2                                 | 233                               | 2e                                | 2e                                |
| 2019                              | Tatuus F4-T014                    | Paul Aron                         | 21                                | 2                                 | 1                                 | 0                                 | 226                               | 3e                                | 2e                                |
| 2019                              | Tatuus F4-T014                    | Oliver Rasmussen                  | 21                                | 0                                 | 2                                 | 1                                 | 126                               | 7th                               | 2e                                |
| 2019                              | Tatuus F4-T014                    | Alessandro Famularo               | 21                                | 0                                 | 0                                 | 0                                 | 54                                | 12th                              | 2e                                |
| 2019                              | Tatuus F4-T014                    | Amna Al Qubaisi                   | 21                                | 0                                 | 0                                 | 0                                 | 0                                 | 31st                              | 12th                              |
| 2019                              | Tatuus F4-T014                    | Hamda Al Qubaisi                  | 6                                 | 0                                 | 0                                 | 0                                 | 0                                 | 42nd                              | 12th                              |
| 2020                              | Tatuus F4-T014                    | Gabriele Minì                     | 22                                | 4                                 | 9                                 | 2                                 | 284                               | 1er                               | 1er                               |
| 2020                              | Tatuus F4-T014                    | Dino Beganovic                    | 21                                | 1                                 | 2                                 | 4                                 | 179                               | 3e                                | 1er                               |
| 2020                              | Tatuus F4-T014                    | Gabriel Bortoleto                 | 21                                | 1                                 | 4                                 | 1                                 | 157                               | 5th                               | 1er                               |
| 2020                              | Tatuus F4-T014                    | Sebastián Montoya                 | 21                                | 0                                 | 0                                 | 1                                 | 81                                | 11th                              | 1er                               |
| 2020                              | Tatuus F4-T014                    | Kirill Smal                       | 9                                 | 0                                 | 0                                 | 0                                 | 30                                | 15th                              | 1er                               |
| 2020                              | Tatuus F4-T014                    | Hamda Al Qubaisi                  | 21                                | 0                                 | 0                                 | 0                                 | 3                                 | 17th                              | 11th                              |
| 2021                              | Tatuus F4-T014                    | Kirill Smal                       | 21                                | 1                                 | 1                                 | 2                                 | 198                               | 3e                                | 2e                                |
| 2021                              | Tatuus F4-T014                    | Sebastián Montoya                 | 21                                | 0                                 | 2                                 | 4                                 | 194                               | 4th                               | 2e                                |
| 2021                              | Tatuus F4-T014                    | Conrad Laursen                    | 20                                | 0                                 | 0                                 | 1                                 | 60                                | 9th                               | 2e                                |
| 2021                              | Tatuus F4-T014                    | Andrea Kimi Antonelli             | 9                                 | 0                                 | 0                                 | 0                                 | 54                                | 10th                              | 2e                                |
| 2021                              | Tatuus F4-T014                    | Hamda Al Qubaisi                  | 21                                | 0                                 | 0                                 | 0                                 | 24                                | 17th                              | 2e                                |
| 2021                              | Tatuus F4-T014                    | Charlie Wurz                      | 6                                 | 0                                 | 0                                 | 0                                 | 20                                | 20th                              | 2e                                |
| 2021                              | Tatuus F4-T014                    | Macéo Capietto                    | 6                                 | 0                                 | 0                                 | 0                                 | 2                                 | 32nd                              | 2e                                |
| 2022                              | Tatuus F4-T421                    | Andrea Kimi Antonelli             | 20                                | 13                                | 14                                | 14                                | 362                               | 1er                               | 1er                               |
| 2022                              | Tatuus F4-T421                    | Rafael Câmara                     | 20                                | 2                                 | 4                                 | 3                                 | 239                               | 3e                                | 1er                               |
| 2022                              | Tatuus F4-T421                    | Charlie Wurz                      | 20                                | 1                                 | 1                                 | 0                                 | 198                               | 4th                               | 1er                               |
| 2022                              | Tatuus F4-T421                    | James Wharton                     | 20                                | 0                                 | 0                                 | 0                                 | 166                               | 5th                               | 1er                               |
| 2022                              | Tatuus F4-T421                    | Ugo Ugochukwu                     | 6                                 | 0                                 | 0                                 | 0                                 | 84                                | 10th                              | 1er                               |
| 2022                              | Tatuus F4-T421                    | Conrad Laursen                    | 20                                | 0                                 | 0                                 | 1                                 | 81                                | 11th                              | 1er                               |
| 2023                              | Tatuus F4-T421                    | Ugo Ugochukwu                     | 21                                | 3                                 | 3                                 | 4                                 | 280                               | 2e                                | 1er                               |
| 2023                              | Tatuus F4-T421                    | Arvid Lindblad                    | 21                                | 6                                 | 4                                 | 3                                 | 263.5                             | 3e                                | 1er                               |
| 2023                              | Tatuus F4-T421                    | James Wharton                     | 21                                | 2                                 | 3                                 | 2                                 | 205.5                             | 4th                               | 1er                               |
| 2023                              | Tatuus F4-T421                    | Tuukka Taponen                    | 21                                | 1                                 | 1                                 | 0                                 | 196                               | 5th                               | 1er                               |
| 2023                              | Tatuus F4-T421                    | Nicola Lacorte                    | 21                                | 1                                 | 1                                 | 0                                 | 75                                | 9th                               | 1er                               |
| 2023                              | Tatuus F4-T421                    | Rashid Al Dhaheri                 | 20                                | 0                                 | 0                                 | 0                                 | 68                                | 10th                              | 1er                               |
| 2023                              | Tatuus F4-T421                    | Alex Powell                       | 6                                 | 0                                 | 0                                 | 0                                 | 1                                 | 24th                              | 1er                               |
| 2023                              | Tatuus F4-T421                    | Aurelia Nobels                    | 16                                | 0                                 | 0                                 | 0                                 | 0                                 | 26th                              | 1er                               |
| 2023                              | Tatuus F4-T421                    | Bianca Bustamante                 | 3                                 | 0                                 | 0                                 | 0                                 | 0                                 | 44th                              | 1er                               |
| 2024                              | Tatuus F4-T421                    | Freddie Slater                    | 20                                | 15                                | 11                                | 10                                | 365                               | 1er                               | 1er                               |
| 2024                              | Tatuus F4-T421                    | Alex Powell                       | 21                                | 0                                 | 1                                 | 0                                 | 176                               | 5th                               | 1er                               |
| 2024                              | Tatuus F4-T421                    | Kean Nakamura-Berta               | 21                                | 1                                 | 0                                 | 0                                 | 170                               | 6th                               | 1er                               |
| 2024                              | Tatuus F4-T421                    | Tomass Štolcermanis               | 21                                | 0                                 | 0                                 | 1                                 | 97                                | 9th                               | 1er                               |
| 2024                              | Tatuus F4-T421                    | Rashid Al Dhaheri                 | 21                                | 0                                 | 0                                 | 1                                 | 95                                | 10th                              | 1er                               |
| 2024                              | Tatuus F4-T421                    | Dion Gowda                        | 21                                | 0                                 | 0                                 | 0                                 | 62                                | 11th                              | 1er                               |
| 2024                              | Tatuus F4-T421                    | Oleksandr Bondarev                | 6                                 | 0                                 | 0                                 | 0                                 | 0                                 | 30th                              | 1er                               |

### Euro 4
| Saison | Écurie       | Châssis | Moteur   | Pilotes | Courses disputées | Victoires | Pole positions | Podiums | Records du tour | Points inscrits | Classement |
| ------ | ------------ | ------- | -------- | --- | ----------------- | --------- | -------------- | ------- | --------------- | --------------- | ---------- |
| 2023   | Prema Racing | Tatuus  | Fiat-FPT | Ugo Ugochukwu James Wharton Arvid Lindblad Tuukka Taponen Nicola Lacorte Freddie Slater Rashid Al Dhaheri Aurelia Nobels | 9                 | 6         | 4              | 16      | 5               | 435             | Champion   |
| 2024   | Prema Racing | Tatuus  | Fiat-FPT | Freddie Slater Kean Nakamura-Berta Tomass Štolcermanis Alex Powell Rashid Al Dhaheri Dion Gowda                          | 9                 | 4         | 4              | 11      | 4               | 273             | Champion   |